# Piloto de Guerra
Piloto de Guerra (em francês: Pilote de Guerre ) é um livro do escritor francês Antoine de Saint-Exupéry escrito em 1942.
Nele o autor descreve a sua função de piloto durante a batalha de França, da Segunda Guerra Mundial. Demonstra passo-a-passo o que é ser um piloto de guerra e a vida dura e fria de uma guerra.